# Северный Зуткулей
Северный Зуткуле́й — село в Дульдургинском районе Агинского Бурятского округа Забайкальского края. Входит в состав сельского поселения Зуткулей.

## География
Расположено на юго-востоке района, к северу от села Зуткулей, находящегося на реке Зуткулей (приток Онона), в 75 км к востоку от районного центра — села Дульдурга.

## Население
| 2021 |
| ---- |
| 0    |

## История
Решение образовать новый населённый пункт путём выделения из села Зуткулей было принято Законом Забайкальского края от 5 мая 2014 года. Распоряжением Правительства Российской Федерации от 1 марта 2016 года N 350-р селу было присвоено соответствующее наименование и на федеральном уровне.